# Alpha-synucléine

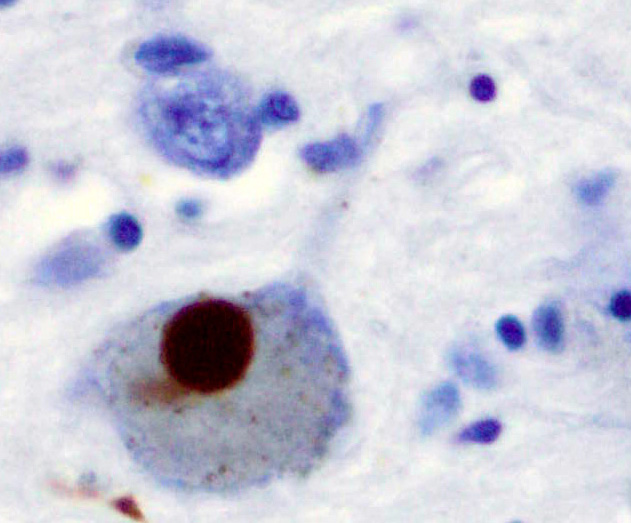
Coloration positive d'α-synucléine dans un corps de Lewy chez un patient présentant la maladie de Parkinson.

L'α-synucléine est une protéine de la famille des synucléines (en) qui est abondante dans le cerveau humain. On en trouve aussi de petites quantités dans le cœur, les muscles et d'autres tissus. Dans le cerveau, l'α-synucléine se trouve essentiellement à l'extrémité des cellules nerveuses (neurones) dans des structures spécialisées appelées terminaisons présynaptiques.

## Alpha-synucléine et maladie de Parkinson
Il a été démontré que l'α-synucléine interagit avec la protéine tau,.
La pathogénèse de la maladie de Parkinson (PD) pourrait être due à la transmission de cellule à cellule de fibrilles préformées (PFF) mal repliées d'α-synucléine (α-syn), mais le mécanisme expliquant comment les fibrilles α-syn se propage d'un neurone à l'autre est en 2016 encore inconnu. Il a été montré en 2016 qu'un gène d'activation des lymphocytes-3 (LAG3) se lie à α-syn PFF avec une haute affinité (constante de dissociation = 77 nanomolaires), alors que le monomère α-syn présente une liaison minimale. 
La liaison de l'α-Syn-biotine mal repliée à la protéine LAG3 induit l'endocytose de α-syn PFF, permet une transmission interneurone et présente une toxicité neuronale.
In vivo, le manque de LAG3 retarde significativement la perte des neurones dopaminergiques induite par les fibrilles d'α-syn, ainsi que certains déficits biochimiques et comportementaux.

L'identification des LAG3 comme un récepteur d' α-syn PFF fournit une cible nouvelle pour le développement de thérapies visant   à ralentir la progression de la MP (maladie de Parkinson) et d'autres formes connexes d'α-synucléinopathies.

## Signification clinique

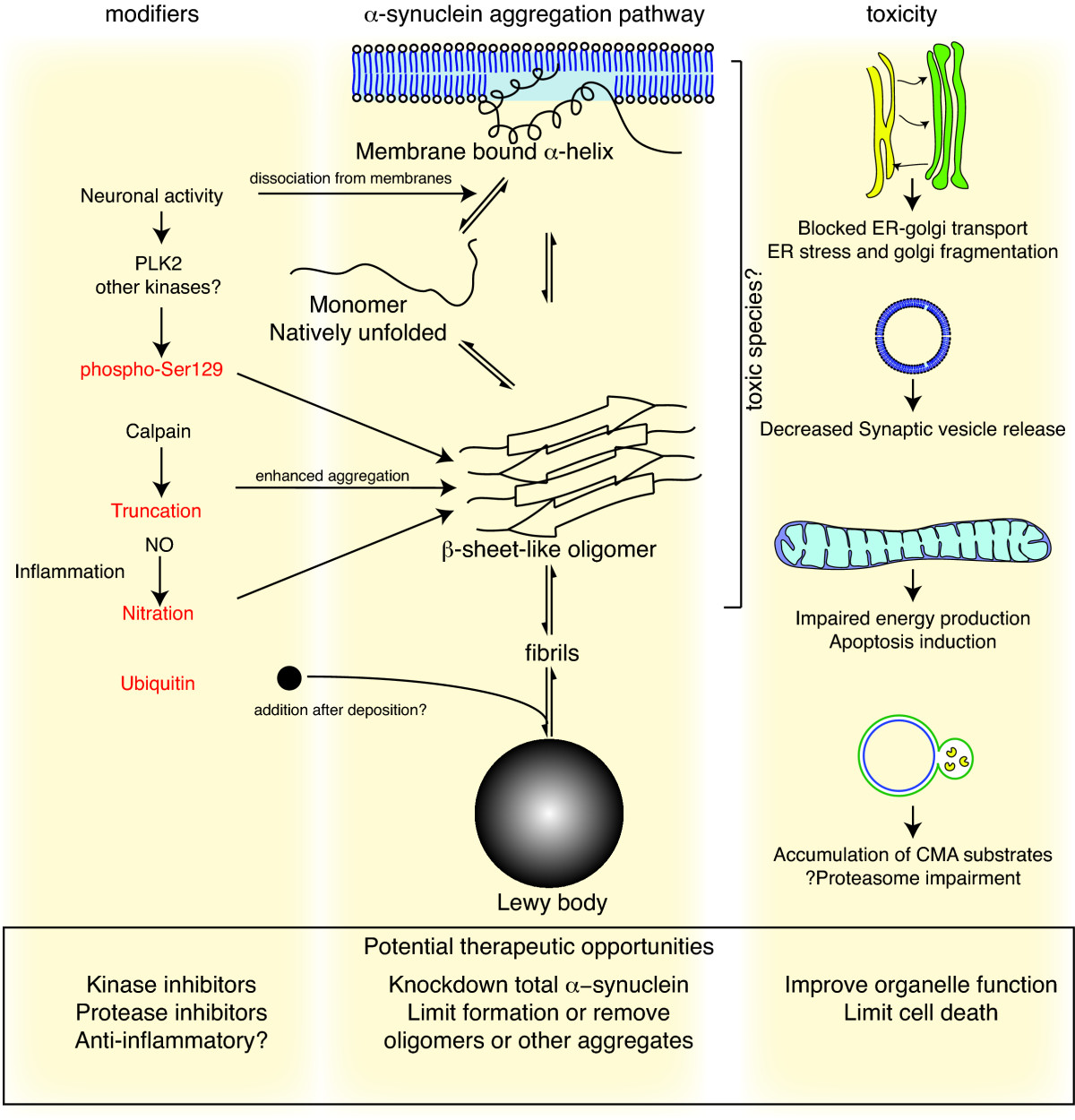
Événements liés à la toxicité de l'α-synucléine. Le panneau central illustre la principale voie d'agrégation des protéines. L'α-synucléine monomérique est nativement dépliée en solution, mais peut également se lier aux membranes sous forme d'hélice α. Il semble probable que ces deux espèces existent en équilibre dans la cellule, bien que cela ne soit pas prouvé. Des travaux in vitro montrent clairement que le monomère déplié peut d'abord s'agréger en petites espèces oligomériques stabilisées par des interactions de type feuillet β, puis en fibrilles insolubles de poids moléculaire plus élevé. Dans un contexte cellulaire, certains éléments suggèrent que la présence de lipides peut favoriser la formation d'oligomères : l'α-synucléine peut également former des structures annulaires, semblables à des pores, qui interagissent avec les membranes. Le dépôt d'α-synucléine dans des structures pathologiques telles que les corps de Lewy est probablement un événement tardif qui se produit dans certains neurones. À gauche, quelques-uns des modificateurs connus de ce processus sont présentés. L'activité électrique des neurones modifie l'association de l'α-synucléine aux vésicules et pourrait également stimuler la polo-like kinase 2 (PLK2), dont il a été démontré qu'elle phosphoryle l'α-synucléine au niveau de Ser129. L'implication d'autres kinases a également été proposée. Outre la phosphorylation, la troncature par des protéases telles que les calpaïnes et la nitration, probablement par l'oxyde nitrique (NO) ou d'autres espèces réactives de l'azote présentes lors de l'inflammation, modifient toutes la synucléine de sorte qu'elle a une plus grande tendance à s'agréger. L'ajout d'ubiquitine (représentée par un point noir) aux corps de Lewy est probablement un processus secondaire au dépôt. À droite se trouvent quelques-unes des cibles cellulaires proposées pour la toxicité médiée par l'α-synucléine, qui incluent (de haut en bas) le transport ER-Golgi, les vésicules synaptiques, les mitochondries, les lysosomes et d'autres mécanismes protéolytiques. Dans chacun de ces cas, il est suggéré que l'α-synucléine aurait des effets néfastes, listés sous chaque flèche, bien qu'à l'heure actuelle, il ne soit pas clair si l'un de ces effets est nécessaire ou suffisant pour provoquer une toxicité neuronale. Cookson Molecular Neurodegeneration 2009 4:9 doi:10.1186/1750-1326-4-9

Les agrégats d'α-synucléine forment des fibrilles insolubles que l'on retrouve dans les corps de Lewy caractéristiques de certaines pathologies telles que la maladie de Parkinson, la maladie à corps de Lewy et l'atrophie multisystématisée,.
Ces troubles sont connus sous le nom de synucléinopathies.

## Diagnostic et suivi
La présence d’alpha-synucléine dans le système nerveux central et périphérique, notamment au niveau du système nerveux entérique, est étudiée comme un biomarqueur potentiel pour le diagnostic précoce de la maladie de Parkinson et d’autres synucléinopathies. La détection d’agrégats pathologiques dans le liquide céphalorachidien, par biopsie cutanée ou via l’analyse des nerfs périphériques, pourrait permettre une meilleure identification des patients et un suivi plus précis de la progression de la maladie.

## Cibles thérapeutiques
Plusieurs anticorps monoclonaux contre l'α-synucléine ont été développé mais l'efficacité est décevante comme traitement de la maladie de Parkinson.